# Calothamnus validus
Calothamnus validus är en myrtenväxtart som beskrevs av Spencer Le Marchant Moore. Calothamnus validus ingår i släktet Calothamnus och familjen myrtenväxter. Inga underarter finns listade i Catalogue of Life.